# Parangitia micapennis
Parangitia micapennis är en fjärilsart som beskrevs av William James Kaye 1922. Parangitia micapennis ingår i släktet Parangitia och familjen nattflyn. Inga underarter finns listade i Catalogue of Life.